# Девојка на обали
Девојка на обали (транслит.) јесте манга коју је написао и илустровао Инио Асано. Објављивала се од 7. јула 2009. до 8. јануара 2013. године у магазину Manga Erotics F. Поглавља су сакупљена у два тома.

## Радња
Прича прати дечака и девојку у нижој средњој школи који се заједно упуштају у сексуални однос.

## Списак томова
| - Поглавља 1−10 |

| - Поглавља 11−20 |